# Elettorato di Treviri
L'Elettorato di Treviri (in tedesco Kurfürstentum Trier, spesso abbreviato in Kurtrier) era il territorio governato dagli arcivescovi di Treviri in quanto principi elettori del Sacro Romano Impero. Costituiva con l'Elettorato di Magonza e l'Elettorato di Colonia uno dei tre principati elettorali ecclesiastici. Lo stato venne secolarizzato nel 1803.

## Antefatto storico
Treviri, nota in età romana come Augusta Treverorum, divenne sede episcopale già in età tardoantica. Il vescovo di Treviri rimase virtualmente indipendente durante tutta l'epoca merovingia. Durante il regno di Carlo Magno venne elevata al rango di arcidiocesi e citata nel suo testamento assieme alle diocesi di Metz, Toul e Verdun quali sue suffraganee. Lo stesso Carlo Magno nel 772 garantì al vescovo Wiomad la completa immunità giudiziaria per tutte le chiese ed i monasteri a lui sottoposti, così come i villaggi ed i castelli appartenenti alla chiesa di San Pietro di Treviri.
Nell'816 Ludovico il Pio confermò all'arcivescovo Hetto i privilegi già garantiti da suo padre ai suoi predecessori. Con il trattato di Verdun dell'843, Treviri passò sotto la giurisdizione di Lotario, venendo inclusa nella Lotaringia. Nell'898 l'arcivescovo Radbodo ricevette da Sventibaldo di Lotaringia, figlio naturale dell'imperatore Arnolfo di Carinzia, la completa immunità da tutte le tasse per l'intero territorio episcopale. Questo privilegio rafforzò ulteriormente la posizione degli arcivescovi sul territorio. A seguito dell'assassinio di Sventibaldo nell'anno 900, Ludovico IV concesse a Radbodo il diritto di imporre proprie tasse sulla città di Treviri e sul contado circostante, insieme al diritto di zecca. Dopo la morte di Ludovico IV, il re di Lotaringia Carlo il Semplice concesse alla diocesi il diritto di eleggere il proprio arcivescovo tra i membri del capitolo della cattedrale senza subire alcuna interferenza da parte dell'Imperatore.
Nel XIII secolo l'arcivescovo di Treviri ottenne il titolo di Arcicancelliere delle Gallie e di Arles, ma più in generale il prestigio della sede episcopale di Treviri era cresciuto al punto da divenire presenza abituale all'interno del collegio di principi che s'incaricava di eleggere il nuovo Re dei Romani.

## Storia

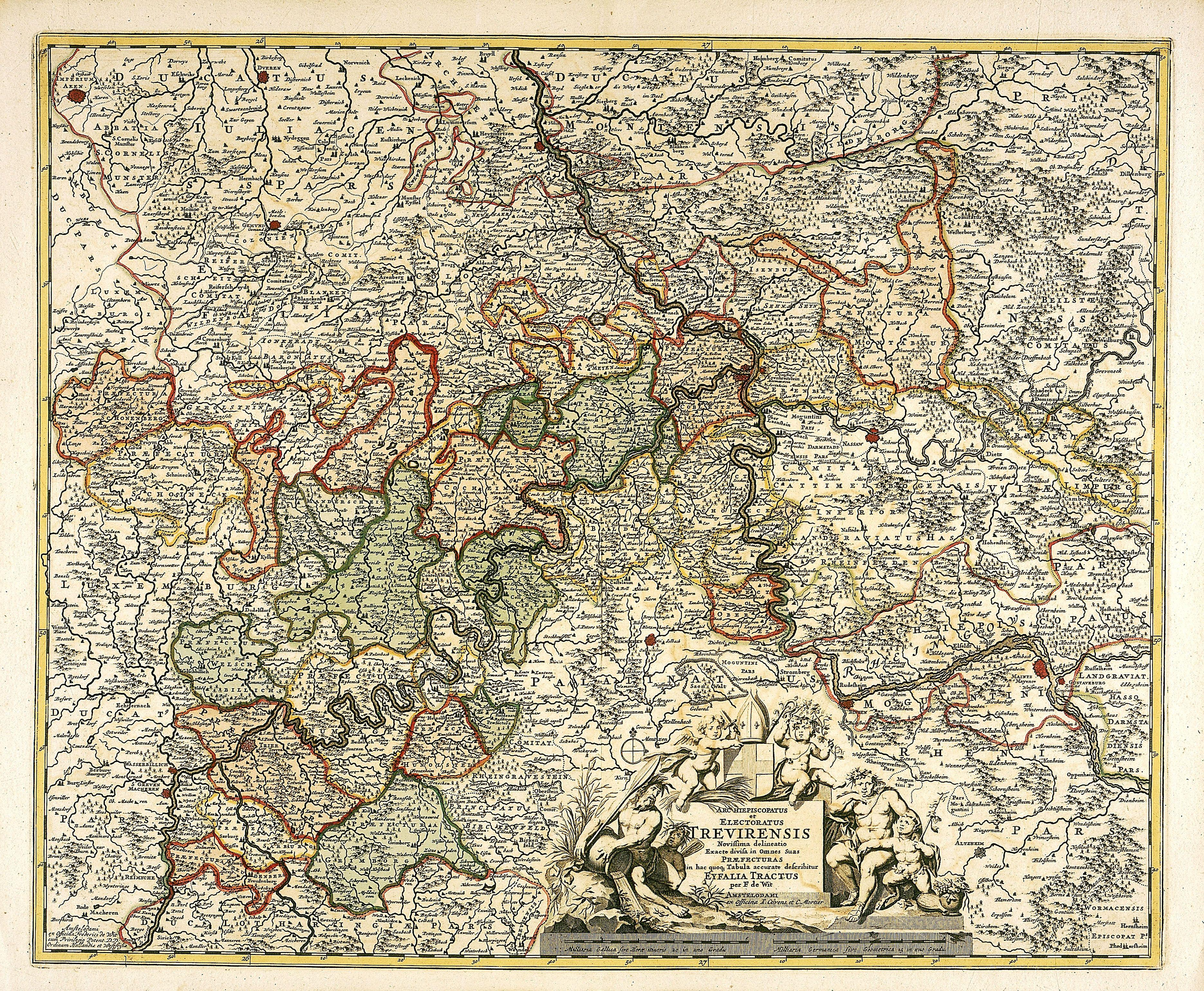
Mappa dei territori dell'elettorato nel XVIII secolo ad opera di Frederik de Wit

Con la Bolla d'oro del 1356 l'arcivescovo di Treviri divenne parte del collegio dei principi elettori, insieme agli arcivescovi di Magonza e di Colonia, al Conte palatino del Reno, al Margravio di Brandeburgo, al Duca di Sassonia e al Re di Boemia. Aveva il privilegio di essere il primo, al Reichstag dell'impero, ad esprimere, su invito dell'elettore di Magonza che era presidente della Dieta, il proprio voto nelle decisioni imperiali e nelle elezioni dell'imperatore.
Nell'epoca moderna l'Elettorato di Treviri continuò ad essere un territorio unitario, posto presso le rive della Mosella al confine con la Francia, con Coblenza e col Reno. Esso faceva parte dal XVI secolo del Circolo Imperiale del Reno elettorale ed era costituito da:
- Terra elettorale con i baliaggi di Coblenza (sede principesca dalla fine del XVII secolo), Saarburg, Schoineck, Bernkastel, la possente fortezza di Ehrenbreitstein sul Reno, Münstel, Cocheim, Boppard, l'antica città imperiale di Treviri, amministrata da un vicario episcopale;
- Lahrgau composto da una serie di possessi nella Wetterau: contea di Nieder Limburg, ducato di Schönburg, Eger, Montabaur, Mayen, Daun;
- contea vescovile di Worms in unione personale con una parte della città di Ladenburg appartenente al capitolo del Duomo di Worms;
- abbazia principesca benedettina di Prüm in unione personale dal 1654, con proprio seggio e voto al Reichstag.

Il principato confinava con l'elettorato di Colonia, le contee della Wetterau, l'Assia, il Palatinato, la Lorena, il Lussemburgo. L'ultimo elettore, Clemente Venceslao di Sassonia, risiedette esclusivamente a Coblenza dopo il 1786. Dal 1795 i territori parte dell'elettorato posti presso la riva sinistra del Reno vennero occupati dalle truppe francesi rivoluzionarie e nel 1801 tali territori vennero annessi e separati sotto una nuova diocesi guidata dal vescovo Charles Mannay. Nel 1803 la diocesi francese assunse il controllo dell'intera area elettorale, con i suoi 280.000 abitanti,  mentre la riva orientale del Reno venne secolarizzata ed annessa al Ducato di Nassau-Weilburg.

## Principi-Arcivescovi ed Elettori di Treviri (883–1803)

### Principi-Arcivescovi di Treviri (883-1200)
- Radbodo † (8 aprile 883 - 30 marzo 915 deceduto)
- Rudgar † (915 - 27 gennaio 930 deceduto)
- Rudbrecht † (930 - 956 deceduto)
- Enrico † (956 - 964 deceduto)
- Teodorico I † (965 - 5 giugno? 977 deceduto)
- Egberto † (977 - 9 dicembre 993 deceduto)
- Ludolfo † (994 - 19 marzo 1008 deceduto)
- Adalbero † (1008)
- Megingod † (1008 - 24 dicembre 1015 deceduto)
- Poppo † (1º gennaio 1016 consacrato - 16 giugno 1047 deceduto)
- Eberardo † (28 giugno 1047 - 15 aprile 1066 deceduto)
- San Kuno di Pfullingen † (1066 - 1º giugno 1066 deceduto)
- Udo † (1066 o 1068 - 11 novembre 1078 deceduto)
- Engelberto † (6 gennaio 1079 - 3 settembre 1101 deceduto)
- Bruno † (13 gennaio 1102 - 25 aprile 1124 deceduto)
- Goffredo † (2 luglio 1124 - 17 maggio 1127 dimesso)
- Meginher † (giugno 1127 - 1º ottobre 1130 deceduto)
- Adalbero † (19 aprile 1131 - 18 gennaio 1152 deceduto)
- Hillin † (28 gennaio 1152 - 23 ottobre 1169 deceduto)
- Arnoldo I † (1169 - 25 maggio 1183 deceduto)
- Fulmar † (1183 - 1189)

### Principi-Elettori di Treviri (1190-1803)
- Giovanni † (20 ottobre 1190 - 15 luglio 1212 deceduto)
- Teodorico von Wied † (24 novembre 1212 - 27 marzo 1242 deceduto)
- Arnold von Isenburg † (23 gennaio 1245 - 4 novembre 1259 deceduto)
- Heinrich von Finstingen † (agosto 1260 - 26 aprile 1286 deceduto)
- Bohemond von Warnesberg † (29 marzo 1289 - 9 dicembre 1299 deceduto)
- Diether von Nassau, O.P. † (18 gennaio 1300 - 22 novembre 1307 deceduto)
  - Heinrich Virneburg † (1300 - 1306) (antivescovo)
- Baldwin von Luxemburg † (12 febbraio 1308 - 21 gennaio 1354 deceduto)
- Bohemond von Saarbrücken † (2 maggio 1354 - maggio 1362 dimesso)
- Kuno von Falkenstein † (27 maggio 1362 - 21 maggio 1388 deceduto)
- Werner von Falkenstein † (settembre 1388 consacrato - 4 ottobre 1418 deceduto)
- Otto von Ziegenhain † (22 dicembre 1418 - 13 febbraio 1430 deceduto)
- Rhaban von Helmstadt † (22 maggio 1430 - 1438 o 1439 dimesso)
- Jakob von Sierk † (19 maggio 1439 - 28 maggio 1456 deceduto)
- Johann von Baden † (25 ottobre 1456 - 9 febbraio 1503 deceduto)
- Jakob von Baden † (9 febbraio 1503 succeduto - 27 aprile 1511 deceduto)
- Richard von Greiffenklau zu Vollrads † (7 gennaio 1512 - 13 marzo 1531 deceduto)
- Johann von Metzenhausen † (27 novembre 1531 - 22 luglio 1540 deceduto)
- Johann Ludwig von Hagen † (10 dicembre 1540 - 23 marzo 1547 deceduto)
- Johann von Isenburg † (1º luglio 1547 - 18 febbraio 1556 deceduto)
- Johann von der Leyen † (9 marzo 1556 - 10 febbraio 1567 deceduto)
- Jakob von Eltz † (22 agosto 1567 - 4 giugno 1581 deceduto)
- Johann von Schonenberg † (26 gennaio 1582 - 1º maggio 1599 deceduto)
- Lothar von Metternich † (13 ottobre 1599 - 7 settembre 1623 deceduto)
- Philipp Christoph von Sötern † (11 marzo 1624 - 7 febbraio 1652 deceduto)
- Karl Kaspar von der Leyen † (7 febbraio 1652 succeduto - 1º giugno 1676 deceduto)
- Johann Hugo von Orsbeck † (1º giugno 1676 succeduto - 6 gennaio 1711 deceduto)
- Carlo Giuseppe di Lorena † (26 gennaio 1711 - 4 dicembre 1715 deceduto)
- Francesco Luigi del Palatinato-Neuburg † (23 dicembre 1716 - 3 marzo 1729 dimesso)
- Franz Georg von Schönborn † (7 settembre 1729 - 18 gennaio 1756 deceduto)
- Johann Philipp von Walderdorff † (18 gennaio 1756 succeduto - 12 gennaio 1768 deceduto)
- Clemente Venceslao di Sassonia † (14 marzo 1768 - 29 novembre 1801 dimesso)

Perdita del potere temporale nel 1803. Il territorio venne diviso tra Francia e Ducato di Nassau-Weilburg.

## Residenze degli elettori

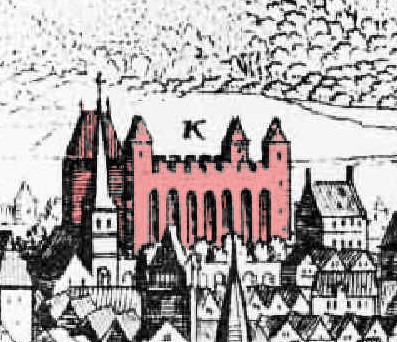
Fortezza dell'Elettore nella Basilica Palatina di Costantino di Treviri (del 1000 circa), contrassegnato a colori. L'Aula regia fu costruita a partire dal 305.
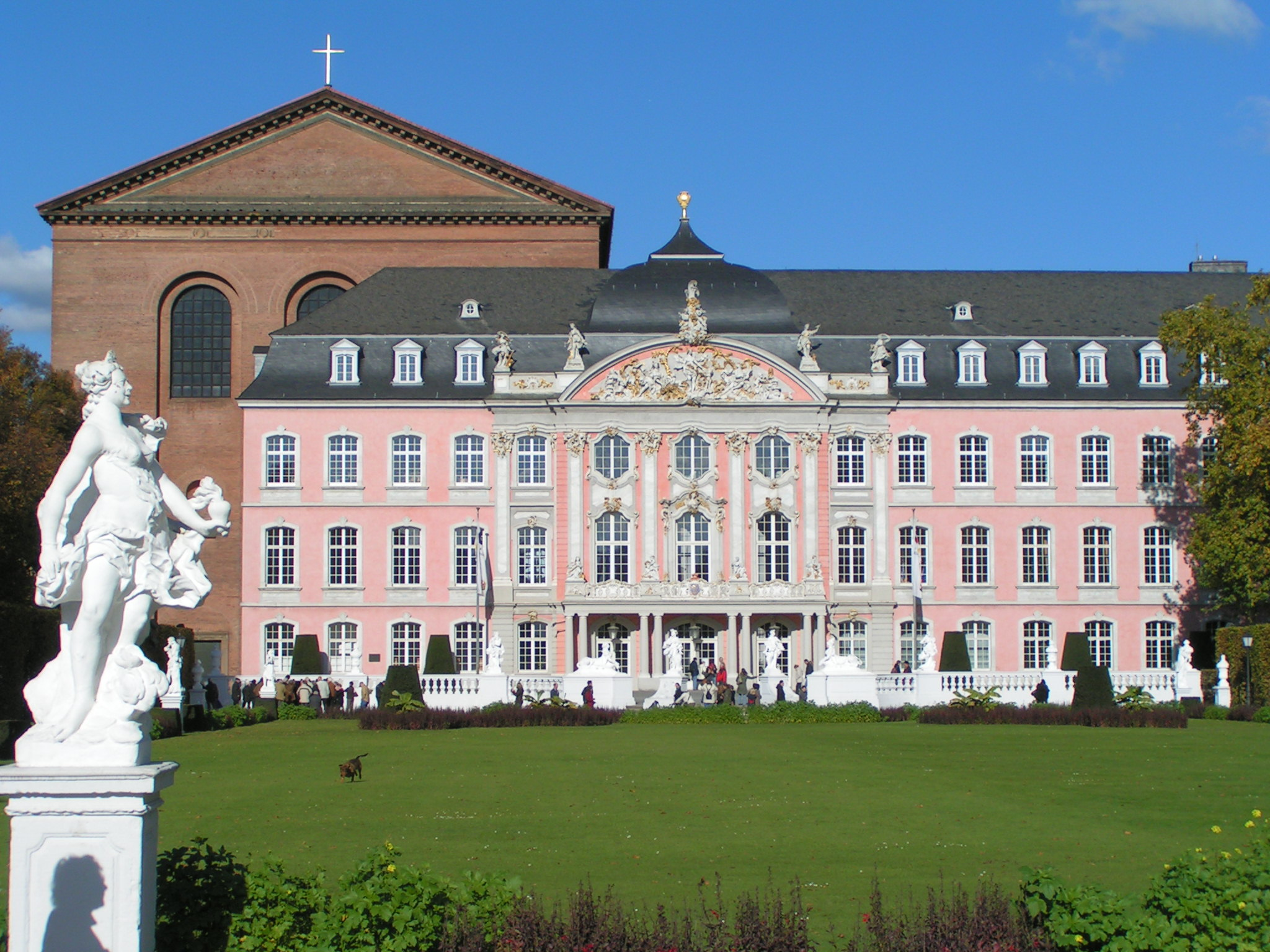
Palazzo del Principe Elettore (Treviri) (1615–1676, ampliato nel 1756) di fronte alla Basilica di Costantino
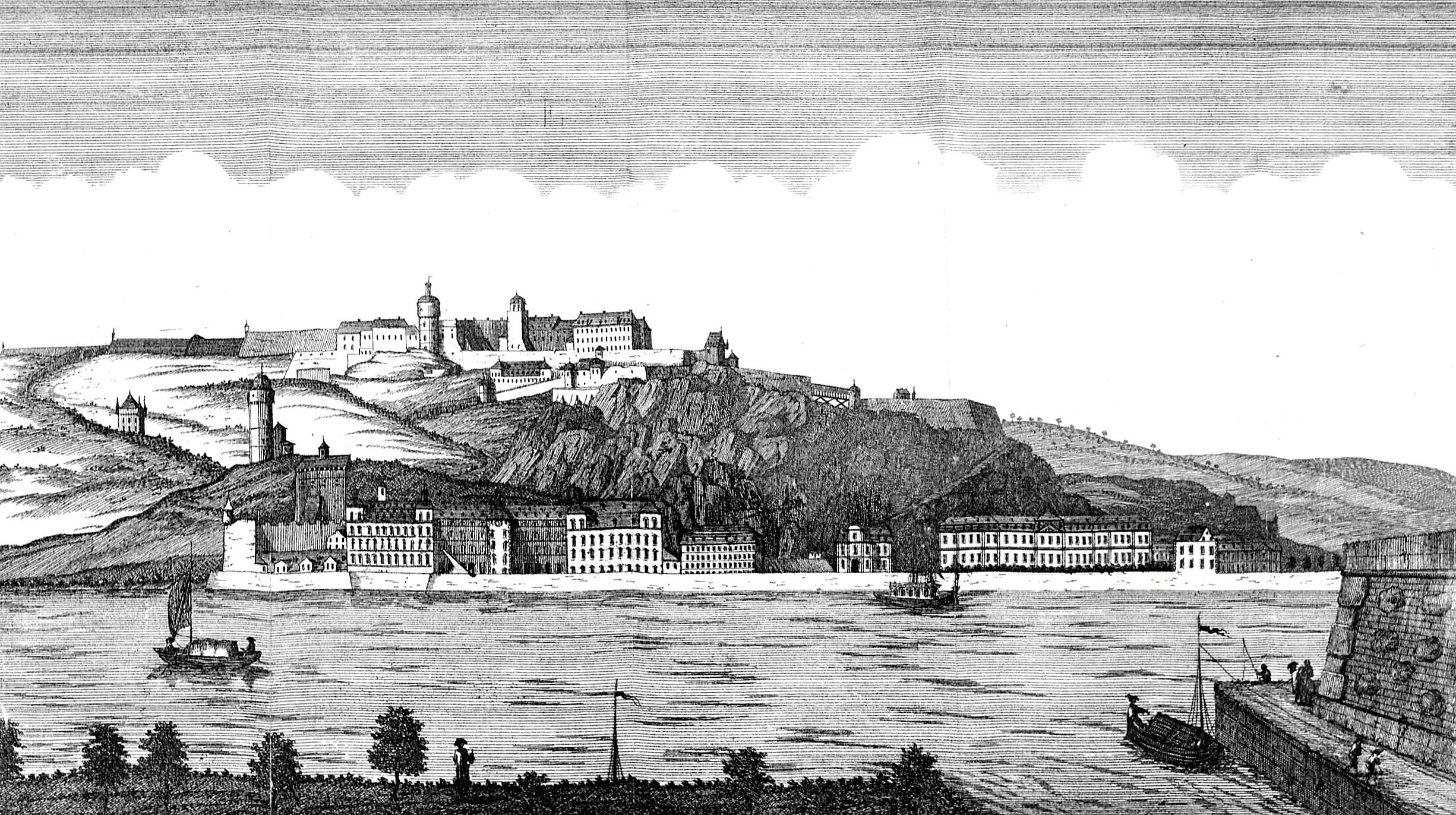
Il Castello di Philippsburg a Coblenza (residenza dal 1632 al 1786, distrutto nel 1801) in basso a sinistra, l'edificio del dicastero (conservato) in basso a destra, sopra la Fortezza di Ehrenbreitstein, 1789
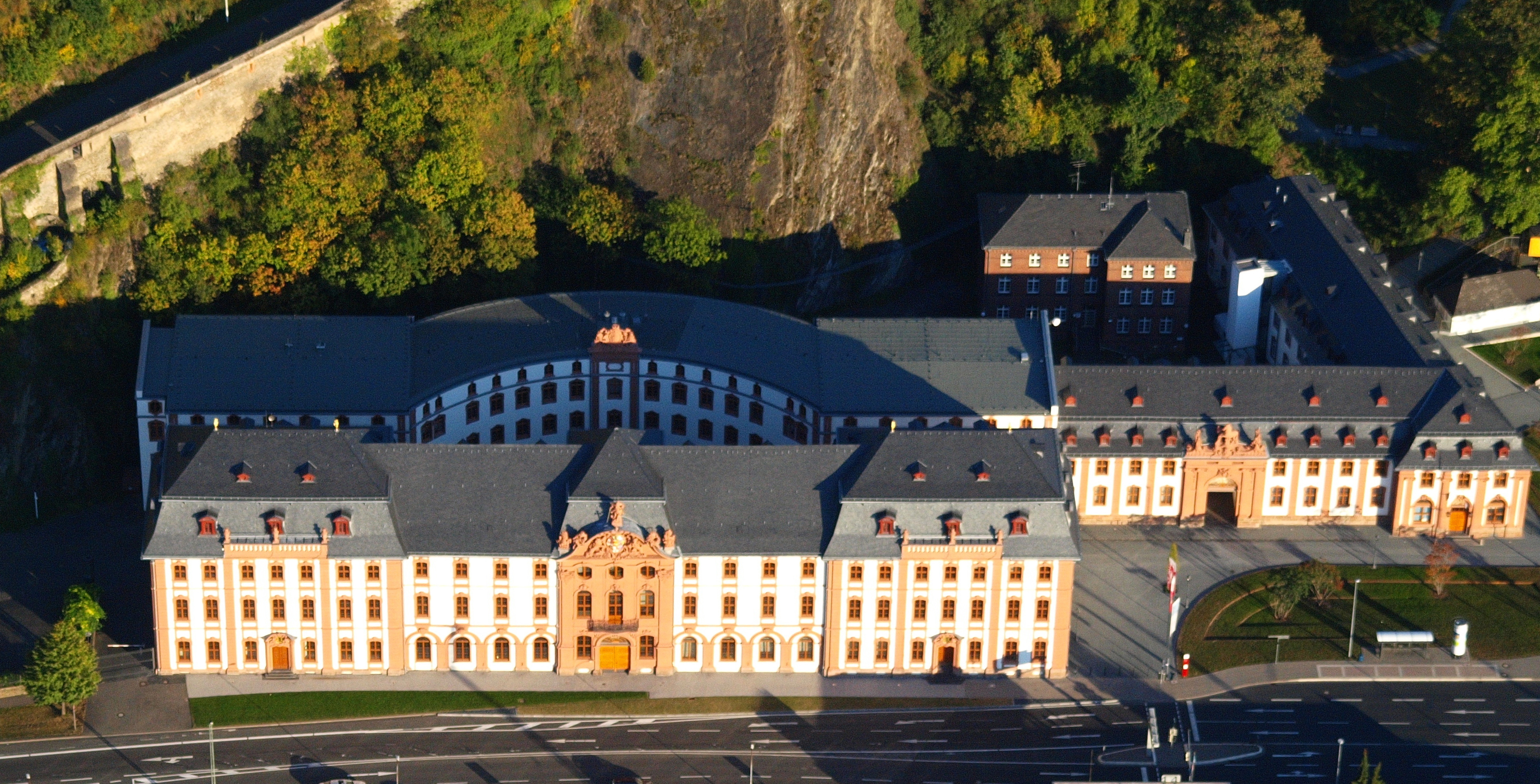
Dicastero del castello di Philippsburg a Coblenza, costruito nel 1738–1749 da Balthasar Neumann per l'elettore Franz Georg von Schönborn.
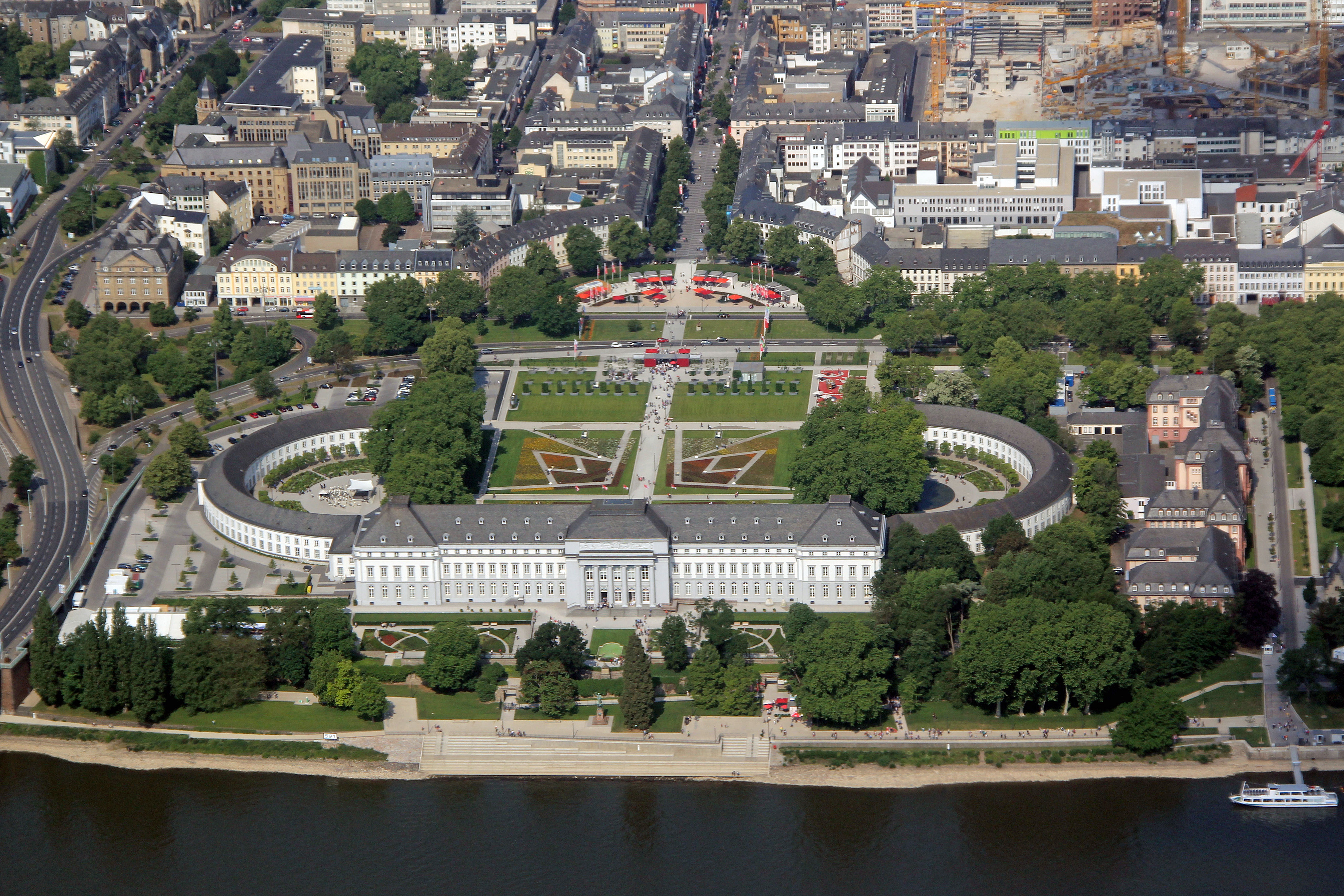
Palazzo del Principe Elettore (Coblenza) (1777–1793)